# Melissodes tessellata
Melissodes tessellata là một loài Hymenoptera trong họ Apidae. Loài này được LaBerge mô tả khoa học năm 1956.